# Université de Rouen-Normandie
A Université de Rouen-Normandie é uma universidade nacional francesa, sediada em Ruão, Normandia.
Para além das suas instalações em Rouen e arredores, tem várias filiais universitárias em Évreux e Elbeuf. Tem uma população estudantil de aproximadamente 25 000 estudantes. É uma universidade de prestígio cujos professores incluem a Professora Natalie Depraz, uma das fenomenologistas e filósofos mais renomados de França.

## Graduados famosos
- Annie Ernaux, uma escritora e professora francesa, recipiente do Prémio Nobel da Literatura em 2022.